# سووک-چیشما
سووک-چیشما (انگلیسی: Suuk-Chishma) یک شهرک در شهرستان کارماسکالینسکی استان باشقیرستان کشور روسیه است.